# Jan Čuřín
Jan Čuřín (* 1980 nebo 1981) je český manažer, od května 2024 ředitel Národního bezpečnostního úřadu.

## Život
Vystudoval Pedagogickou fakultu Univerzity Karlovy v Praze (promoval v roce 2008 a získal titul Mgr.).
Po několikaleté pedagogické praxi jako učitel historie začal pracovat v Národním bezpečnostním úřadu. Začínal jako referent v bezpečnostním odboru a odboru personální bezpečnosti a bezpečnostní způsobilosti, poté byl vedoucím oddělení vnitřní bezpečnosti v bezpečnostním odboru. Odcházel z funkce vedoucího oddělení v odboru personální bezpečnosti ozbrojených sil a bezpečnostních sborů.
Od května 2015 pracuje na Úřadu vlády ČR, nejprve vedl oddělení vnitřní bezpečnosti a v prosinci 2017 se stal bezpečnostním ředitelem. V březnu 2024 jej vláda Petra Fialy jmenovala ředitelem Národního bezpečnostního úřadu, a to s účinností od 1. května 2024. Ve funkci vystřídal Jiřího Langa.
Jan Čuřín je ženatý, má tři děti. Je držitelem osvědčení pro stupeň utajení „Přísně tajné“.